# Брудзевиці-Кольонія
Брудзевиці-Кольонія (пол. Brudzewice-Kolonia) — село в Польщі, у гміні Посвентне Опочинського повіту Лодзинського воєводства.
Населення — 217 осіб (2011).

## Демографія
Демографічна структура станом на 31 березня 2011 року:
|          | Загалом | Допрацездатний вік | Працездатний вік | Постпрацездатний вік |
| -------- | ------- | ------------------ | ---------------- | -------------------- |
| Чоловіки | 114     | 20                 | 83               | 11                   |
| Жінки    | 103     | 18                 | 57               | 28                   |
| Разом    | 217     | 38                 | 140              | 39                   |